# 巴什利斯基丘卡爾山
41°43′16.68″N 23°25′25.32″E / 41.7213000°N 23.4237000°E

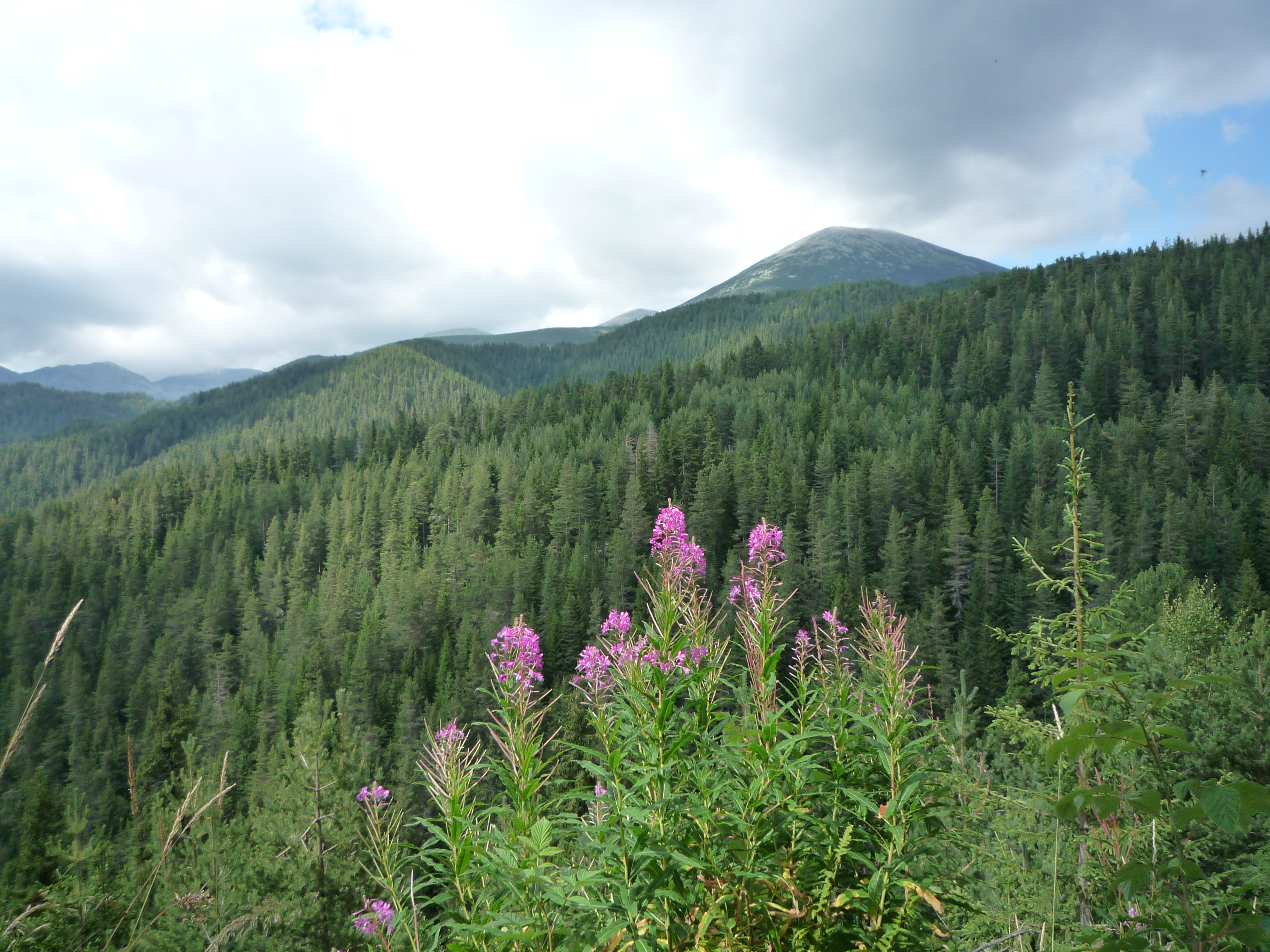

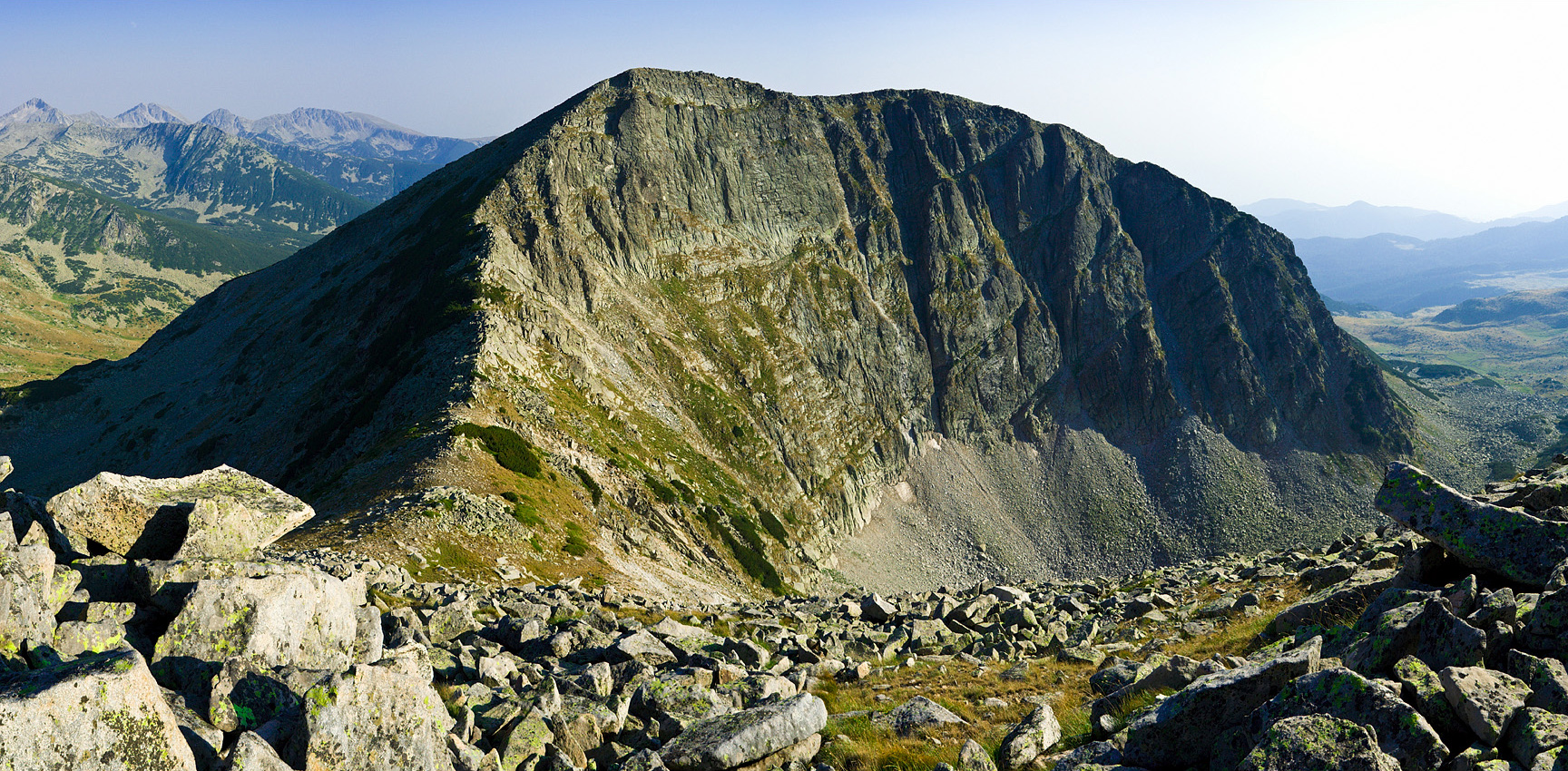

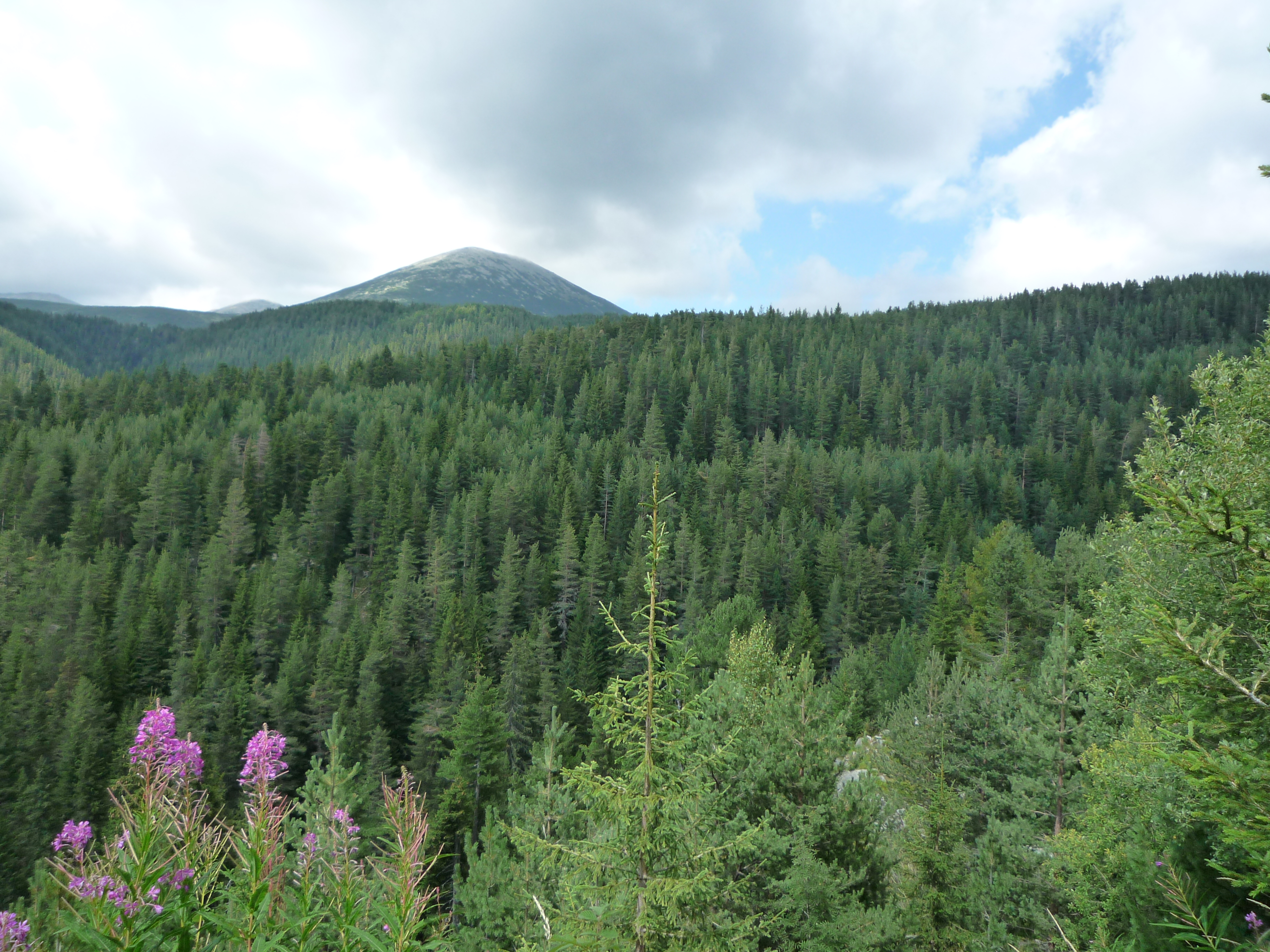

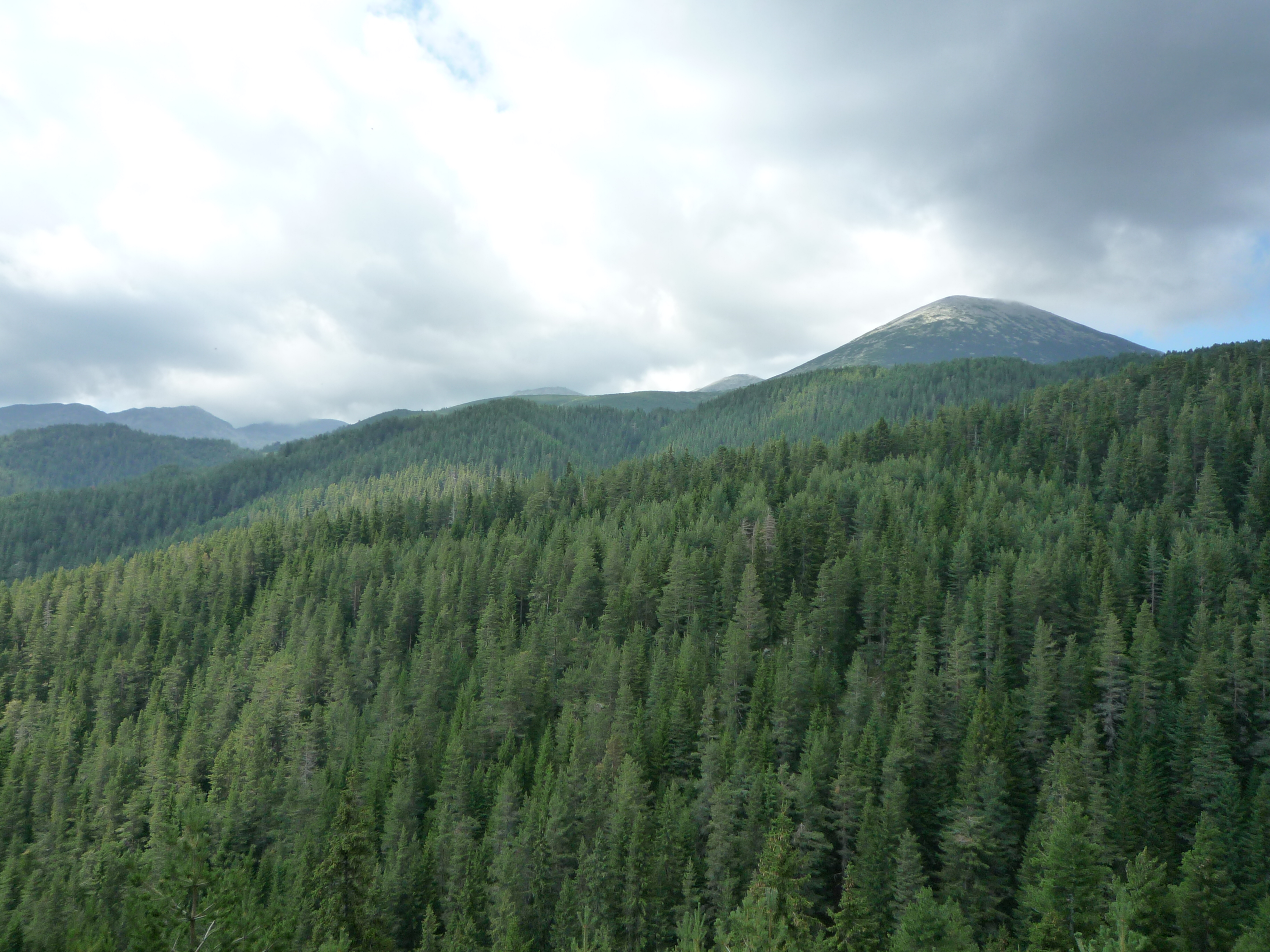

巴什利斯基丘卡爾山是保加利亞的山峰，位於該國西南部，處於布拉戈耶夫格勒州，屬於皮林山脈的一部分，海拔高度2,683米，山體由花崗岩組成。